# Északi Arborétum (Umeå)
Az Északi Arborétum (svédül Arboretum Norr) egy fákat és cserjéket bemutató botanikus kert, mintegy 8 kilométerre nyugatra a svédországi Umeå város központjától, Baggböle település közigazgatási területén. A csodálatos környezetben fekvő arborétum első fáit 1981 körül kezdték telepíteni, a mintegy 20 hektáros alapterületen, ahol ma mintegy 280 növényfaj több mint 1600 példánya él. Az arborétumot egy nonprofit alapítvány működteti, hogy tapasztalatokat gyűjtsön azzal kapcsolatosan, hogy mely fajok élik túl Umeå földrajzi szélességének klímáját, azok milyen növekedési sajátosságokat mutatnak ezen az éghajlaton, hogyan adaptálhatók az észak-skandináviai viszonyok közé és hogyan vonhatók esetlegesen termesztésbe is, további hasznosítási célok mentén. Emellett a park dendrológiai ismereteket is közvetít úgy a nagyközönség számára, mint a felsőoktatásban résztvevőknek.
Az arborétum megalakításáról az umeåi önkormányzat és az Umeå Egyetem 1975-ben kötött együttműködési megállapodása keretében döntöttek, működését számos önkormányzat, vállalkozás és egyéb intézmények támogatják. A közelben található a jelenleg magánkézben lévő Baggböle kastély, ahol első osztályú étterem és konferenciaközpont működik, illetve a zuhatagos Umeälven folyót keresztező függőhíd. Az arborétum kerékpárral is kényelmesen elérhető, a park teljes hosszán kerékpárút fut végig; bejárható egyénileg, de vezetett túrák is kérhetők.

## Leírása
Az arborétum mintegy másfél kilométer hosszúságban húzódik északnyugat-délkeleti irányban az Umeälven északi partján, átlagosan 150-200 méter széles sávban. Területe szektorokra oszlik annak megfelelően, hogy az adott területen mely földrész jellemző fa- és cserjefajai találhatók meg. A legnyugatibb szektorban Európa fafajaival találkozhatunk, ezt kelet felé haladva az Észak-Amerika nyugati és keleti területeinek megfelelő szektorok váltják fel, majd a szibériai szektor következik – ennek közelében található az arborétum főbejárata is –, a park keleti végében pedig Kelet-Ázsia növényvilága jelenik meg, illetve itt található a terület legfontosabb őshonos fajainak élőhelye is.
A főbejárat közelében található még a Kvarnängen park, amely az arborétum legrégebbi része, és ahol főleg a díszcserjéket láthatunk. Nyírott pázsitjával és virágzó bokraival a Kvarnängen tekinthető az arborétum legjobban "kézben tartott" részének, ahol több mint 80 különböző díszfa- és díszcserjefaj körülbelül 220 fajtája található meg, némelyik egyed már több mint százéves és a gyakori fagykárok ellenére évről évre szépen virágzik. Ennek a parkrésznek a fenntartásával az üzemeltetők egyik célja éppen az, hogy teszteljék, hogyan viselik el az észak-svédországi klimatikus körülményeket a különböző országokból beszerzett dísznövényfajok és fajták. Magyar szempontból érdekesség, hogy az itt bemutatott orgonafajták némelyike Magyarországról származik, és ezek jellemzően jobban teljesítenek más, ugyanitt vizsgált orgonafajtákkal összevetve.
Az arborétum területén több kijelölt tűzrakóhely, illetve grillezőhely is található.

### Az arborétumban bemutatott fontosabb növényfajok

#### Európa / Szibéria
- mézgás éger (Alnus glutinosa),
- közönséges boróka (Juniperus communis),
- jegenyefenyő (Picea abies),
- vadgesztenye (Aesculus hippocastanum),
- magas kőris (Fraxinus excelsior),
- kocsánytalan tölgy (Quercus robur),
- kocsányos tölgy (Quercus petraea),
- hegyi szil (Ulmus glabra),
- szerb luc (Picea omorika),
- csigolyafűz (Salix viminalis).

#### Észak-Amerika nyugati része
- cukorsüvegfenyő (Picea glauca),
- szitka luc (Picea sitchensis),
- Picea x lutzii,
- fekete luc (Picea mariana),
- erdeifenyő (Pinus sylvestris),
- szitka jegenyefenyő(Abies amabilis),
- sziklás-hegységi jegenyefenyő (Abies lasiocarpa),
- nyugati balzsamos nyár (Populus trichocarpa),
- mahónia (Mahonia aquifolium).

#### Észak-Amerika keleti része
- európai struccpáfrány (Matteuccia stuthiopteris),
- vörös tölgy (Quercus rubra),
- nyugati tuja (Thuja occidentalis),
- fürtös fanyarka (Amelanchier spicata),
- amerikai kőris (Fraxinus pennsylvanica).

#### Kelet-Ázsia
- kacurafa (Cercidiphyllum japonicum),
- Lonicera chamissoi,
- Pinus pumila,
- japán selyemfenyő (Pinus parviflora),
- törpefenyő (Pinus mugo).
- Malus baccata,
- keleti berkenye (Sorbus commixta),
- szahalini luc (Picea glehnii),
- dauriai vörösfenyő (Larix gmelinii),
- sárgástörzsű nyír (Betula ermanii),
- Sambucus williamsii,
- Rosa koreana.

#### Kvarnängen park
- kányabangita (Viburnum opulus),
- közönséges orgona (Syringa vulgaris),
- kerti rózsafajták,
- kék mézbogyó (Lonicera coerulea),
- kacurafa (Cercidiphyllum japonicum).